# Меркур (компанија)
Меркур (словен. Merkur) је ланац трговачких центара техничке робе који послује у саставу словеначке Меркур групе, у оквиру којег се налази и Mersteel и Big Bang. Ову групу чини укупно 20 компанија у 8 европских земаља. Меркур у свом асортиману има више од 60.000 артикала различите намене. Такође, нуди потрошачима и услуге као што су стручно саветовање, мешање боја, пројектовање купатила, достава робе на жељену адресу.
Меркур послује у Србији од 2005. године и до сада су отворена три трговачка центра:
- у новембру 2005. године на Новом Београду на Бежанијској коси, трговачки центар на преко 10.000 m² продајног простора;
- у октобру 2007. године у Новом Саду, на продајној површини близу 10.000 m² продајног простора;
- у октобру 2009. године у Београду на Карабурми на преко 15.000 m² продајног простора са посебним делом за продају грађевинског материјала и посебним делом са клима коморама и спољним вртом за зеленило.